# Gamme pharaonique
Les gammes pharaoniques sont, selon une théorie controversée, les ancêtres des accords pythagoriciens et par suite de l'ensemble des gammes occidentales.

## Genèse de la théorie
L'ensemble des experts en musicologie s'accordent sur le fait que la Grèce hellénistique est le berceau de la musique moderne en cela qu'on lui doit la théorie musicale, la gamme pythagoricienne et surtout l'importance de la musique dans le quotidien de la société. Cependant deux théories s'affrontent quant à l'origine de ces préceptes chez les Grecs.
La plus communément admise stipule que la musique grecque à la période hellénistique est l'héritage de la civilisation pré-hellénistique qui vivait également en Grèce, et aurait pris son essor sous l'influence de l'Asie mineure, les pythagoriciens ayant alors inventé la gamme qui porte leur nom et l'ayant exportée en Égypte.

## La théorie de Fathi Saleh
Celle-ci se base sur des travaux effectués en partenariat avec Mahmoud Effat, flûtiste de renom, et le musée du Caire, portant sur l'étude de flûtes remontant aux temps de l'Égypte antique. Ils vont en cela redécouvrir la manière dont étaient jouées ces flûtes (dont la nay orientale semble être la plus proche parente) pour ensuite en étudier le son. Par l'étude des notes obtenues via l'oreille d'experts musicaux et des spectres de Fourier associés, l'équipe de Fathi Saleh en arrive aux conclusions suivantes :
- la gamme diatonique ne serait pas un import des Grecs, mais plutôt l'inverse au vu de l'âge des flûtes étudiées ;
- une autre gamme à sept notes semblable à celle utilisée dans la musique arabe était aussi utilisée par les Égyptiens, dont l'origine était jusqu'alors attribuée aux Perses.

En plus de ces résultats, l'équipe de Saleh a remarqué une étonnante régularité dans les fréquences produites par les flûtes, suggérant l'existence d'un système de calibrage pour celles-ci.